# Bell P-63 Kingcobra
Chiếc Bell P-63 Kingcobra (Kiểu 24) là một máy bay tiêm kích Hoa Kỳ được phát triển trong Thế Chiến II từ chiếc P-39 Airacobra trong một cố gắng nhằm sửa chữa các điểm yếu của chiếc máy bay này. Cho dù không được Không lực Lục quân Hoa Kỳ chấp nhận đưa vào sử dụng trong chiến đấu, chiếc máy bay này hoạt động thành công cho Không quân Xô Viết. 

## Thiết kế và phát triển

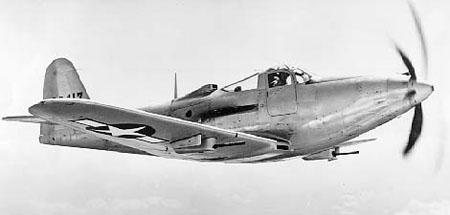
Chiếc Bell P-63 đang bay. Lưu ý những đế dưới cánh.

### XP-39E
Trong khi chiếc P-39 ban đầu được giới thiệu như là một kiểu máy bay tiêm kích đánh chặn, công việc phát triển sau đó cần giảm chi phí và sự phức tạp của động cơ bằng cách loại bỏ bộ turbo tăng áp thay thế bằng bộ siêu tăng áp cơ khí đơn giản hơn. Hậu quả là tính năng bay ở tầm cao bị ảnh hưởng đáng kể, do đó Bell đề nghị một đợt thí nghiệm nhằm thử các giải pháp khác nhau.
Kết quả là chiếc thử nghiệm XP-39E bao gồm hai thay đổi chính so với chiếc P-39D mà nó được phát triển dựa trên. Một thay đổi là bổ sung thêm kiểu cánh mới laminar flow, vốn vừa mới được đưa ra sản xuất công nghiệp sau một kế hoạch nghiên cứu thành công của NACA (Ủy ban Tư vấn Hàng không Quốc gia). Một thay đổi khác là sử dụng động cơ Continental V-1430, có thiết kế hoàn toàn thay đổi cũng như một bộ siêu tăng áp được cải tiến.
Ba chiếc nguyên mẫu được đặt hàng vào tháng 4 năm 1941 với các số hiệu 41-19501, 41-19502 và 42-7164. Kiểu động cơ V-1430 có những vấn đề về sự tiếp tục phát triển và không thể giao hàng đúng thời hạn, nên nó được thay thế bằng phiên bản -47 mới hơn của loại động cơ Allison V-1710 vốn được trang bị cho kiểu P-39 căn bản. Mỗi chiếc nguyên mẫu được thử nghiệm cho các cấu hình cánh và đuôi khác nhau. Chiếc XP-39E tỏ ra nhanh hơn kiểu Airacobra căn bản; đạt tốc độ tối đa 386 mph ở độ cao 21.680 ft trong các thử nghiệm. Tuy nhiên, vì XP-39E tỏ ra kém hơn so với những chiếc P-39 Airacobra đang có trong các tính năng khác, nó không được đưa vào sản xuất.

### XP-63
Mặc dù chiếc XP-39E tỏ ra đáng thất vọng, Không lực Mỹ vẫn tỏ ra quan tâm đến một kiểu to hơn nữa dựa trên cùng kiểu sắp xếp. Ngay trước khi nó bay chuyến bay đầu tiên, Không lực đã đặt hàng hai chiếc nguyên mẫu vào ngày 27 tháng 6 năm 1941 về một phiên bản lớn hơn gắn cùng kiểu động cơ V-1710-47. Thiết kế mới được đặt tên là XP-63 mang số hiệu 41-19511 và 41-19512. Một chiếc nguyên mẫu thứ ba cũng được đặt hàng, số hiệu 42-78015, chiếc này được gắn động cơ Packard V-1650, một phiên bản của kiểu động cơ Rolls-Royce Merlin do Hoa Kỳ chế tạo.
Chiếc XP-63 to hơn chiếc Airacobra về mọi kích thước. Kiểu cánh mỏng làm gia tăng sải cánh thêm 4 ft 4 in lên thành 38 ft 4 in. Động cơ được gắn thêm một bộ siêu tăng áp thủy lực thứ hai để bổ sung cho bộ siêu tăng áp một tầng thông thường. Ở tầm cao khi đòi hỏi nhiều công suất động cơ hơn, bộ ly hợp thủy lực sẽ được gài cho bộ tăng áp thứ hai hoạt động, giúp tăng trần bay thêm được 10.000 ft. Một bộ cánh quạt bốn cánh to hơn cũng là trang bị tiêu chuẩn. Một sự than phiền cố hữu dành cho chiếc Airacobra là các vũ khí trang bị trước mũi không dễ dàng mở ra để bảo trì, nên để khắc phục vấn đề này, khung chiếc XP-63 được lắp các tấm nắp to hơn.
Đến tháng 9 năm 1942, ngay cả trước khi chiếc nguyên mẫu cất cánh, Không lực yêu cầu đưa nó vào sản xuất dưới tên gọi P-63A (Model 33). Vũ khí trang bị cho chiếc P-63A sẽ giống như chiếc P-39Q đang có, một khẩu pháo 37 mm bắn ra theo trục cánh quạt, hai súng máy 0,50 in. phía trên mũi máy bay, và hai súng máy 0,50 in. dưới cánh.
Chiếc nguyên mẫu đầu tiên, số hiệu 41-19511, bay lần đầu tiên ngày 7 tháng 12 năm 1942, đúng ngày kỷ niệm một năm trận đánh Trân Châu Cảng. Nó bị phá hủy ngày 28 tháng 1 năm 1943 khi bộ càng đáp không bung ra. Chiếc nguyên mẫu thứ hai, số hiệu 41-19512, bay tiếp nối ngày 5 tháng 2 năm 1943. Nó cũng bị phá hủy, lần này là do trục trặc động cơ. Chiếc nguyên mẫu trang bị động cơ Merlin, số hiệu 42-78015, sau đó lại được giao hàng nhưng gắn động cơ Allison thay thế, vì động cơ Merlin đang rất cần để lắp cho chiếc P-51 Mustang. Dù sao phiên bản động cơ Allison mới -93 có công suất ở chế độ hoạt động khẩn cấp chiến đấu lên đến 1.500 mã lực ở độ cao mặt biển, giúp cho chiếc nguyên mẫu này trở thành một trong những chiếc Kingcobra nhanh nhất từng được chế tạo, đạt tốc độ 421 mph ở độ cao 24.100 ft.
Những chiếc P-63A sản xuất được giao hàng bắt đầu từ tháng 10 năm 1943. Không lực Mỹ kết luận rằng Kingcobra yếu kém hơn Mustang, và từ chối đặt hàng số lượng lớn. Tuy vậy, những đồng minh của Hoa Kỳ, đặc biệt là Liên Xô, đang có nhu cầu rất lớn về máy bay tiêm kích, và Xô Viết đã là nước sử dụng Airacobra nhiều nhất. Do đó, chiếc Kingcobra được yêu cầu đưa vào sản xuất để được giao hàng theo Chương trình cho thuê-cho mượn. Chính phủ Liên Xô gửi một phi công thử nghiệm có nhiều kinh nghiệm là Andrey G. Kochetkov và một kỹ sư hàng không, Fiodor Suprun, đến các nhà máy của hãng Bell để tham gia việc phát triển phiên bản sản xuất hàng loạt đầu tiên, kiểu P-63A. Ban đầu bị các kỹ sư của hãng Bell phớt lờ, việc thử nghiệm chuyên nghiệp của Kochetkov về các tính năng xoáy của cỗ máy (đưa đến sự oằn khung máy bay) sau đó đã đưa đến vai trò đáng kể của Xô Viết trong việc phát triển. Buồn cười là, sau khi thấy việc thoát ra khỏi vòng xoáy bổ nhào là không thể thực hiện được, và khuyến cáo cuối cùng của Kochetkov là phi công phải thoát ra và nhảy dù khi gặp sự cố này, anh nhận được sự khen thưởng từ Irving Parachute, một nhà sản xuất dù.
P-63A-8, SN 269261, được thử nghiệm rộng rãi tại TsAGI (Viện Khí thủy động học Trung ương Liên Xô) tại hầm gió lớn nhất thế giới vào thời đó. Đóng góp của Xô Viết vào việc phát triển rất đáng kể. Với Liên Xô trở thành khách hàng lớn nhất mua kiểu máy bay này, Bell nhanh chóng áp dụng các đề nghị của họ. Đa số các thay đổi trên các tiểu phiên bản kiểu A là kết quả trực tiếp của phần đóng góp của Xô Viết, như là gia tăng vỏ giáp cho phi công và các đế gắn vũ khí trên thân cho kiểu A-5, những đế gắn dưới cánh và các thùng nhiên liệu phụ trên kiểu A-6... Liên Xô còn thử nghiệm cả bộ càng đáp ván trượt tuyết cho kiểu P-63A-6, nhưng chưa bao giờ được sản xuất hàng loạt. Đóng góp đáng kể nhất của Xô Viết là di chuyển khẩu pháo chính dịch chuyển về phía trước, làm thay đổi trọng tâm của máy bay tốt hơn, và gia tăng lượng đạn mang theo từ 30 lên 58 quả đạn cho kiểu A-9. Chiếc P-63 có một tốc độ lộn vòng rất ấn tượng, vượt hơn P-47, P-40, N1K2 và P-51 với tốc độ 110° mỗi giây ở tốc độ 275 mph.

## Lịch sử hoạt động

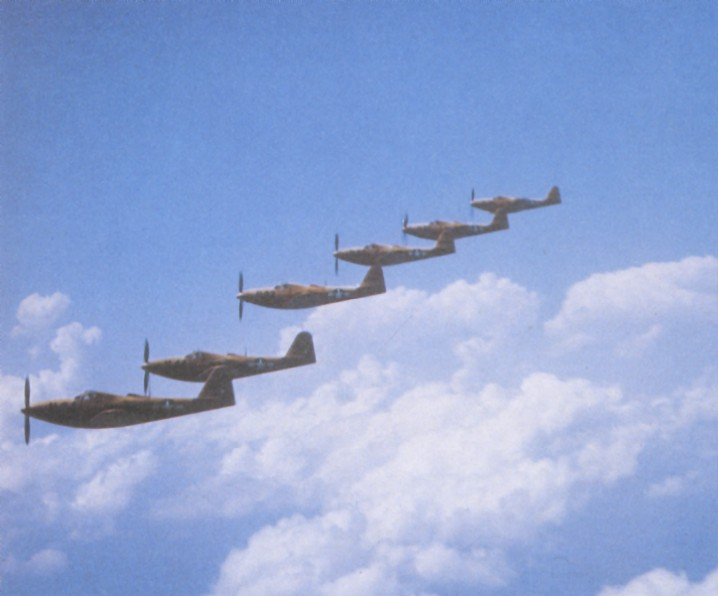
Những chiếc P-63A thuộc Không lực Lục quân Hoa Kỳ đang bay theo đội hình

Các phi công thuộc Bộ chỉ huy Không quân Vận tải, bao gồm cả những nữ phi công thuộc đơn vị Nữ phi công Phục vụ Không lực (WASP), nhận những chiếc máy bay tại nhà máy của Bell ở Niagara Falls, New York, và lái chúng đến Great Falls, Montana rồi tiếp tục theo con đường xuyên qua Canada đến Alaska, nơi mà các phi công vận chuyển Nga, nhiều người trong số họ là phụ nữ, sẽ nhận những máy bay này tại Nome và lái chúng đến Liên Xô ngang qua eo biển Bering. 2.397 chiếc máy bay đã được giao trong tổng số 3.303 chiếc máy bay được sản xuất (72.6%).
Theo một thỏa thuận vào năm 1943, phía Xô Viết sẽ không được phép sử dụng những chiếc P-63 để chống lại Đức Quốc xã và dự định chỉ tập trung tại Mặt trận Viễn Đông nhằm chuẩn bị cho một cuộc tấn công vào Nhật Bản sau này. Tuy nhiên, có nhiều báo cáo không được xác nhận từ cả phía Xô Viết lẫn Đức rằng chiếc P-63 đã được đưa ra sử dụng chống lại Không quân Đức. Đáng kể là, báo cáo của một phi công trong nhóm của Pokryshkin trong hồi ký của ông được xuất bản trong những năm 1990 cho rằng toàn bộ máy bay tiêm kích của Tập đoàn quân Không quân 4 được bí mật chuyển sang sử dụng máy bay P-63 vào năm 1944, trong khi trên chính thức nó đang bay P-39. Có một nguồn tin khác cho rằng chúng đã hoạt động tại [[Koenigsberg, tại Ba Lan và trong Trận chiến Berlin. Cũng có một số báo cáo của Đức về những chiếc P-63 bị bắn rơi bởi cả máy bay tiêm kích và pháo phòng không. Dù sao, mọi tài liệu chính thức của Xô Viết đều nói rằng chỉ có P-39 được sử dụng trên mặt trận Xô-Đức.
Nhìn chung, sách vở lịch sử chính thức của Xô Viết thường đặt nhẹ vai trò của những máy bay được cung cấp theo chương trình Cho thuê-Cho mượn hơn các thiết kế trong nước, nhưng người ta được biết chiếc P-63 là một kiểu máy bay cường kích hoạt động thành công tại Liên Xô. Phía Xô Viết phát triển thành công các chiến thuật chiến đấu trên không theo nhóm cho những chiếc máy bay tiêm kích Bell và P-39 ghi được con số chiến công khá bất ngờ trên những máy bay chiến đấu Đức, đa số là kiểu Stuka và máy bay ném bom nhưng cũng bao gồm các máy bay tiêm kích tiên tiến. Trần bay thấp, phi vụ ngắn, liên lạc radio tốt, một buồng lái kín và ấm áp, và khung máy bay bề bỉ góp phần vào hiệu quả của chúng. Đối với những phi công đã từng lái chiếc Polikarpov I-16 rắc rối, những khuyết tật khí động học của chiếc máy bay có động cơ đặt giữa là không quan trọng. Tại Viễn Đông, P-63 và P-39 được sử dụng trong Chiến dịch Bão Tháng Tám, khi lực lượng Xô Viết tấn công Mãn Châu Quốc và phía bắc Triều Tiên, nơi một máy bay P-63A Xô Viết đã bắn rơi một chiếc máy bay tiêm kích Nakajima của Lục quân Đế quốc Nhật Bản, có thể là Ki-43, Ki-44 hay Ki-84, ngoài khơi bờ biển Bắc Triều Tiên. Sau chiến tranh, số lượng máy bay còn lại tiếp tục hoạt động đủ lớn đến mức khối NATO phải đặt cho tên mã là Fred. Một số phi công Mỹ cũng báo cáo đã trông thấy P-63 hoạt động cho Bắc Triều Tiên trong Chiến tranh Triều Tiên.
Năm 1945, 114 chiếc phiên bản sau được giao cho Không quân Pháp (Armée de l'Air), nhưng chúng đến quá trễ để tham gia chiến đấu trong Thế Chiến II. Sau này chúng tham gia hoạt động chiến đấu trong Chiến tranh Đông Dương cho đến khi được thay thế vào năm 1951.

### Các nhiệm vụ "Pinball"
Kiểu máy bay này được sử dụng tại Hoa Kỳ lại cho một vai trò khác thường là làm mục tiêu bay có người lái để thực tập tác xạ. Chiếc máy bay được sơn màu cam sáng cho dễ nhìn thấy. Mọi vũ khí và vỏ giáp thông thường được tháo bỏ khỏi chiếc RP-63, và có trên một tấn thép tấm được làm vỏ bọc cho máy bay. Nó cũng được gắn các cảm biến nhận biết được khi đạn bắn trúng, và những phát đạn trúng sẽ phát tín hiệu làm sáng một đèn tại trục cánh quạt nơi trang bị khẩu pháo. Cách thức này làm cho chiếc máy bay được một tên lóng không chính thức là Pinball. Những viên đạn được sử dụng là loại đặc biệt dễ vỡ được phát triển làm bằng một hỗn hợp chì/graphite sẽ tan rã khi va đập.

## Các phiên bản

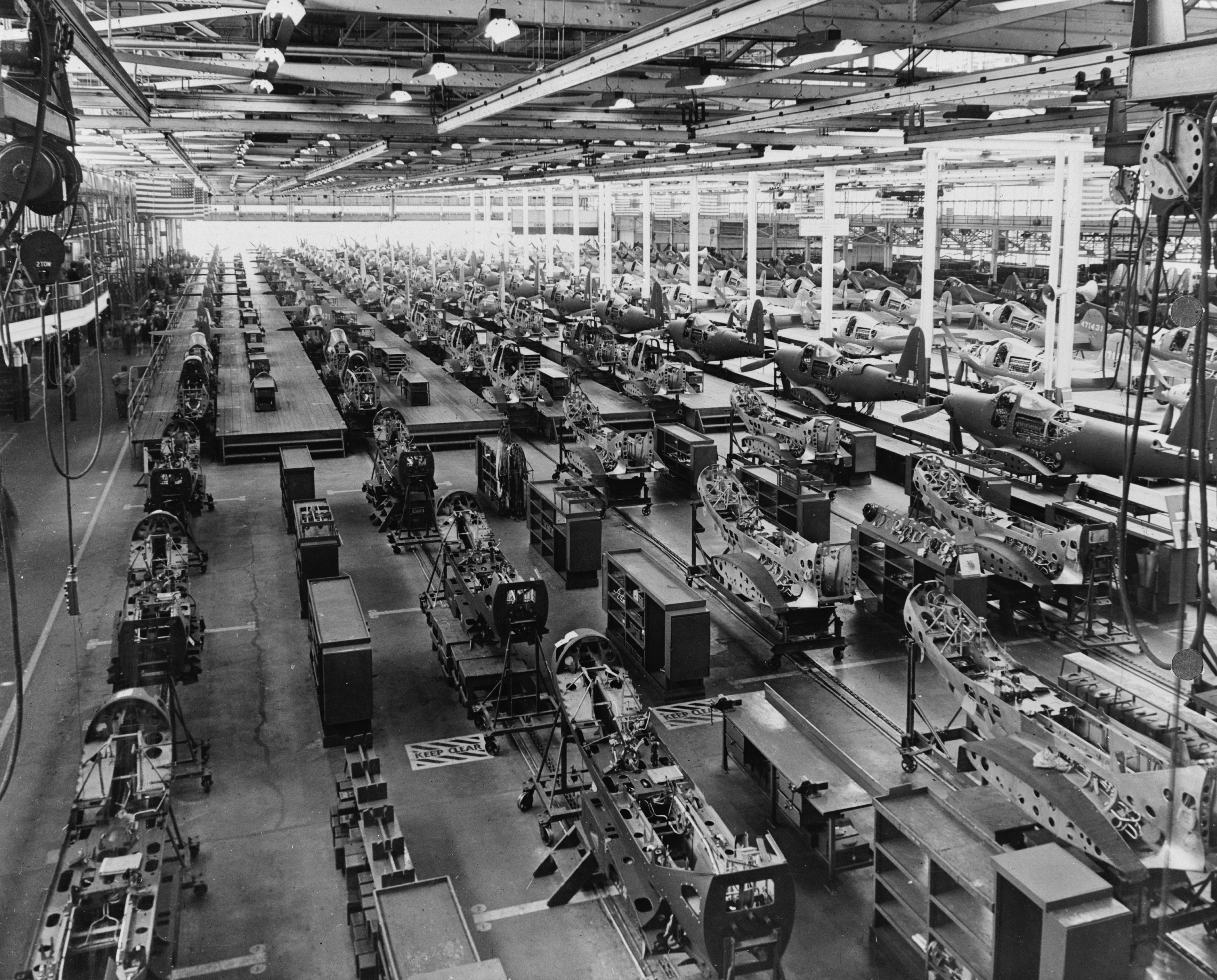
Dây chuyền lắp ráp trong nhà máy của hãng Bell

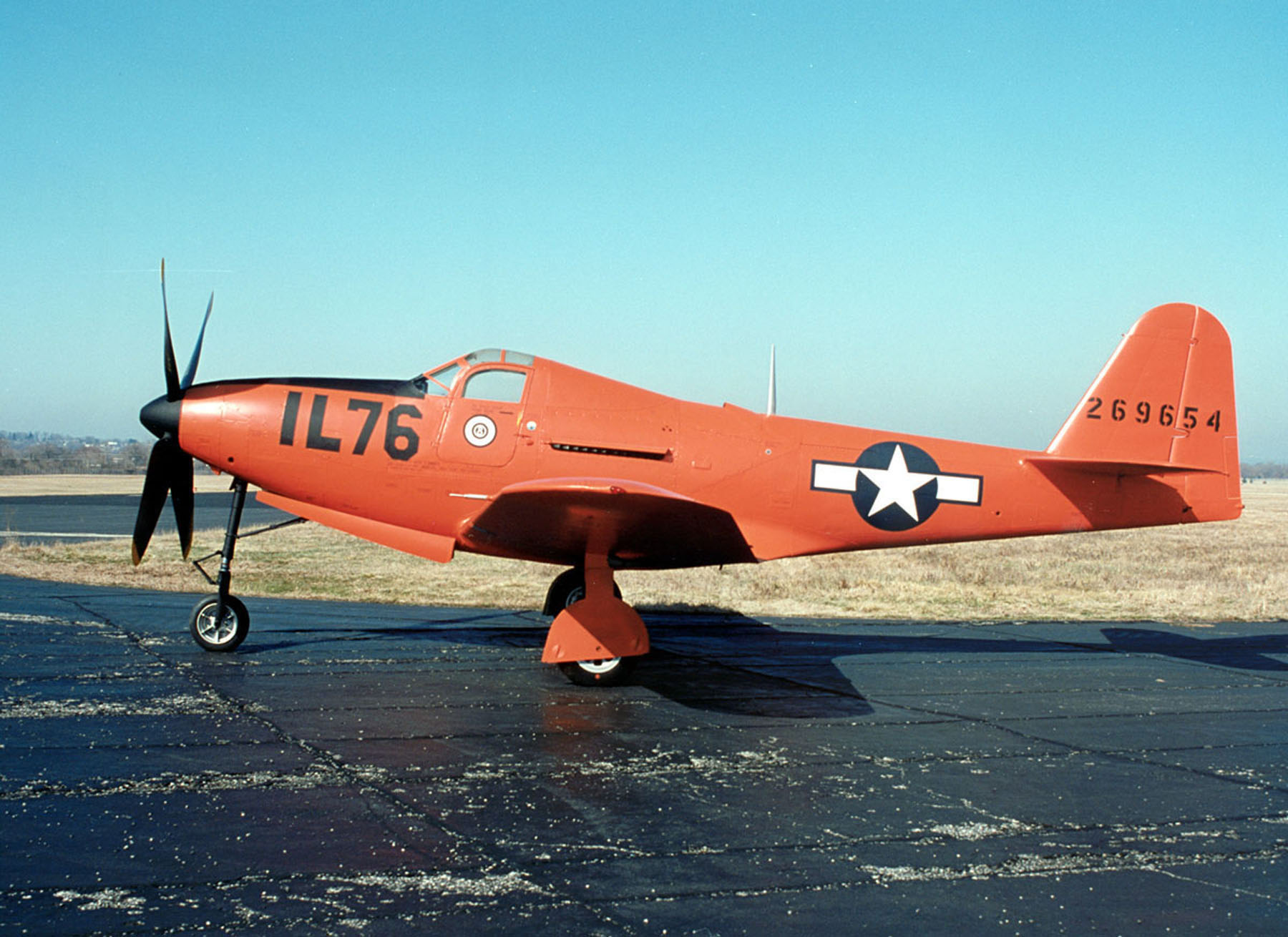
Chiếc Bell P-63E

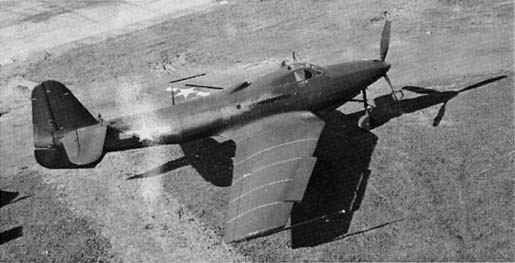
Máy bay thử nghiệm L-39 với cánh xuôi, thân sau được kéo dài, vây lưng đuôi và cánh quạt kiểu P-39.

- XP-63 Chiếc nguyên mẫu, tên thiết kế của Bell là Kiểu 24; số hiệu của Không lực là 41-19511 và 41-19512. Hai chiếc được chế tạo.
- XP-63A Sau khi bị mất hai chiếc nguyên mẫu đầu tiên, một máy bay thử nghiệm khác được đặt mua, mang số hiệu Không lực 42-78015, ban đầu được đặt hàng như là nền tảng thử nghiệm kiểu động cơ Rolls-Royce Merlin cho kiểu P-63B.
- P-63A Phiên bản sản xuất Bell Kiểu 33; 1725 chiếc P-63A được sản xuất dưới nhiều tiểu biến thể khác nhau.
- P-63B Phiên bản được đề nghị trang bị động cơ Rolls-Royce Merlin. Bị hủy bỏ do không có sẵn động cơ Merlin engines.
- P-63C Phiên bản sản xuất thứ hai trang bị động cơ nâng cấp Allison V-1710-117 có công suất ở chế độ chiến đấu khẩn cấp là 1500 mã lực ở độ cao mặt nước biển và 1800 mã lực khi có phun nước. Sải cánh được rút ngắn mười inch. Có tổng cộng 1777 chiếc được sản xuất.[1]
- P-63D Một chiếc (số hiệu 43-11718) trang bị động cơ Allison V-1710-109 (E22) 1425 mã lực có sải cánh được kéo dài mười inch lên thành 39 ft 2 in, diện tích bề mặt cánh được nâng lên thành 255 ft², và đáng kể nhất là một nóc buồng lái dạng giọt nước trượt ra phía sau. Loạt này bị hủy bỏ vào năm 1945.[1]
- P-63E Gần như tương tự với phiên bản P-63D ngoại trừ một vây đuôi kéo dài và buồng lái kiểu thông thường; chỉ có 13 chiếc được sản xuất.
- P-63F Phiên bản Bell Kiểu 43 có cánh đuôi đứng được mở rộng và trang bị động cơ Allison V-1710-135; chỉ có hai chiếc (số hiệu 43-11719 và 43-11722) được chế tạo.
- RP-63A/C "Pinball" Máy bay giả lập mục tiêu, gồm năm chiếc P-63A được cải tiến và 95 chiếc cải tạo trên dây chuyền sản xuất; đến năm 1948, những chiếc RP-63A còn lại được đặt lại tên là QF-63A. Có thêm 200 chiếc RP-63C được cải tạo trên dây chuyền sản xuất. Tương tự, những chiếc RP-63C còn lại được đặt lại tên là RP-63C. Nhiều chiếc máy bay "mục tiêu" trong thực tế được sử dụng như là mục tiêu giả kéo theo.
- RP-63G "Pinball" Máy bay giả lập mục tiêu "chuyên dùng", bao gồm hai chiếc nguyên mẫu (số hiệu 43-11723 và 11724) và 30 máy bay sản xuất, được trang bị lỗ hút gió trên lưng ngang bằng, và đáng kể là những bóng đèn sẽ chớp sáng khi mục tiêu bị các đầu đạn dễ vỡ bắn trúng. Đến năm 1948, những chiếc RP-63G còn lại được đặt lại tên là QF-63G.[1]
- L-39 cánh xuôi: Hai chiếc P-63C dư ra sau chiến tranh được Bell cải tiến theo một hợp đồng với Hải quân nhằm bay thử nghiệm thiết kế kiểu cánh siêu âm ở tốc độ thấp và các đặc tính chòng chành. Chiếc máy bay nhận được kiểu cánh mới có các thanh điều chỉnh được ở mép trước cánh và các cánh nắp ở mép sau, và xuôi về phía sau 35 degrees. Cánh không có hốc chứa bánh đáp, nên chỉ có bánh đáp mũi gập lại được.[2] Chiếc L-39-1 bay lần đầu tiên vào ngày 23 tháng 4 năm 1946, cho thấy nhu cầu cần có một diện tích cánh đuôi lớn hơn và kéo dài thân sau để cân bằng trọng tâm khi bay. Một bộ cánh quạt ba cánh nhẹ hơn được lấy từ chiếc P-39Q-10 cũng như các thay đổi cần thiết cho khung máy bay được thực hiện. Chiếc thứ hai L-39-2 tích hợp các điều chỉnh này ngay từ đầu. Sau đó chiếc L-39-1 được gửi đến NACA (National Advisory Committee for Aeronautics: Ủy ban Tư vấn Hàng không Quốc gia) tại Langley để thử nghiệm trong hầm gió, nơi nhiều số liệu có giá trị được thu thập.[3] Chiếc L-39-2 còn được sử dụng như là nền tảng thử nghiệm cho kiểu máy bay Bell X-2 có cánh xuôi 40 degree.[4]

## Các nước sử dụng
Pháp
- Không quân Pháp

 Honduras
- Không quân Honduras

 Anh Quốc
- Không quân Hoàng gia Anh: chỉ sử dụng hai máy bay

 Hoa Kỳ
- Không lực Lục quân Hoa Kỳ

 Liên Xô
- Không quân Liên Xô

## Đặc điểm kỹ thuật (P-63A Kingcobra)
Tham khảo: Jane's Fighting Aircraft of World War II.

### Đặc tính chung
- Đội bay: 01 người
- Chiều dài: 10,0 m (31 ft 8 in)
- Sải cánh: 11,7 m (37 ft 4 in)
- Chiều cao: 3,8 m (12 ft 7 in)
- Diện tích bề mặt cánh: 23 m² (248 ft²)
- Lực nâng của cánh: 173,91 kg/m² (35,48 lb/ft²)
- Trọng lượng không tải: 3.100 kg (6.800 lb)
- Trọng lượng có tải: 4.000 kg (8.800 lb)
- Trọng lượng cất cánh tối đa: 4.900 kg (10.700 lb)
- Động cơ: 1 x động cơ Allison V-1710-117 V-12 làm mát bằng nước, công suất 1.800 mã lực (1.340 kW)

### Đặc tính bay
- Tốc độ lớn nhất: 660 km/h (410 mph) ở 7.620 m (25.000 ft)
- Tầm bay tối đa: 3.540 km (2.200 mi)
- Bán kính chiến đấu: 725 km (450 mi)
- Trần bay: 13.100 m (43.000 ft)
- Tốc độ lên cao: 12,7 m/s (2.500 ft/min)
- Tỉ lệ công suất/khối lượng: 0,34 kW/kg (0,20 hp/lb)

### Vũ khí
- 1 x Pháo M4 37 mm bắn qua trục cánh quạt
- 4 x súng máy Browning M2 12,7 mm (0,50 in); (2 khẩu trước mũi, 2 khẩu trên cánh)

## Nội dung liên quan

### Máy bay liên quan
- P-39 Airacobra

### Máy bay tương tự
- P-51 Mustang
- P-47 Thunderbolt
- Fw 190
- Yak-9

### Trình tự thiết kế
P-60 -
P-61 -
XP-62 -
P-63 -
P-64 -
XP-65 -
P-66

### Danh sách liên quan
- Danh sách máy bay chiến đấu
- Danh sách máy bay quân sự Hoa Kỳ
- Danh sách máy bay trong Chiến tranh Thế giới II